# Hernán Siles Zuazo
Hernán Siles Zuazo (La Paz, 19 de marzo de 1913-Montevideo, 6 de agosto de 1996) fue un político boliviano. Ejerció la vicepresidencia de la República en el gobierno de facto de Víctor Paz Estenssoro (1952-1956), y fue presidente constitucional en dos períodos (1956-1960; 1982-1985).

## La guerra del Chaco

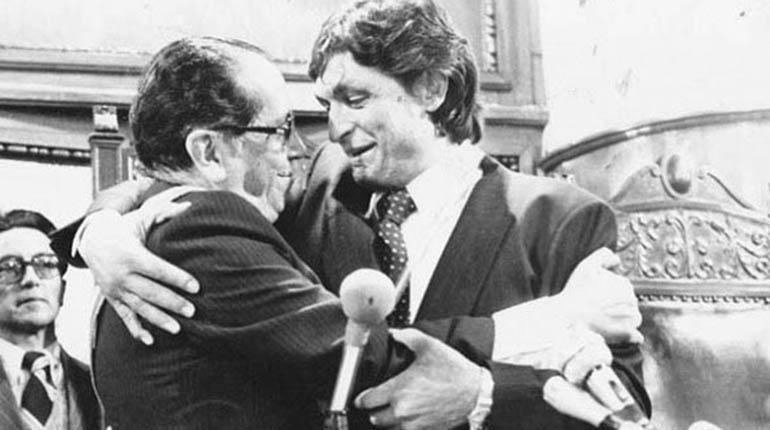
Siles jura a la presidencia en octubre de 1982. En la foto, recibe el abrazo de su vicepresidente Jaime Paz Zamora

El 18 de noviembre de 1932, ante la convocatoria a la guerra del Chaco que enfrentó a Bolivia y Paraguay, fue destinado al regimiento 34 de Infantería. En la biografía de Siles (El Hombre de Abril), Alfonso Crespo recuerda el testimonio de este joven soldado: «Estaba obligado a ponerme de pie, porque tenía los anteojos demasiado sucios de tanto andar a rastras, porque no veía bien. En ese lugar caí herido cuando me adelantaba con una carabina en la mano. Impactado por un proyectil en el antebrazo derecho, se quedaron afectados también los dedos de la mano». Tras ser desmovilizado, se le entrega la condecoración "Cruz de Guerra".
Transcurrido el conflicto, Siles Zuazo retomó sus estudios de Derecho en la Universidad Mayor de San Andrés (UMSA). El 5 de diciembre de 1938 se casa con María Teresa Ormachea. Ambos tuvieron tres hijas.

## El MNR

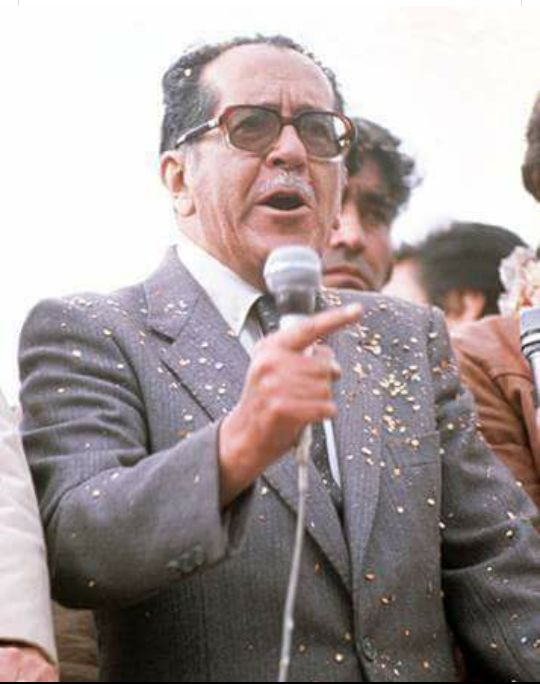
Fundador del MNR y líder de la UDP

El 7 de junio de 1941, fundó el Movimiento Nacionalista Revolucionario junto con Víctor Paz Estenssoro, Carlos Montenegro, Walter Guevara Arze, y José Cuadros Quiroga. Su primer puesto en el nuevo partido fue el de segundo subjefe. En mayo de 1942, a los 29 años de edad, es elegido diputado por el departamento de La Paz. Durante el gobierno de Gualberto Villarroel, en el que su partido, el MNR, participa, él prefiere mantener cierta distancia y llega a criticar la violencia empleada en algunos pasajes de esa administración. Con la caída del presidente asesinado por una multitud, Siles sale al exilio en 1946 con rumbo a la Argentina.  Su presencia clandestina en Bolivia sería esporádica hasta que en 1949 logra ser reelegido como diputado. Sin embargo, a raíz de una refriega callejera en medio de una manifestación, se decide su desafuero y su exilo al Perú. Por ello, no consigue ejercer como parlamentario. El 9 de octubre de ese año, Siles aparece sorpresivamente en el hemiciclo parlamentario e intenta ocupar su banca. La policía lo arresta y lo vuelve a deportar del país con destino a Chile. Se ha transformado en un hombre de la resistencia. 
El  6 de mayo del 1951 se realiza la elección presidencial. El MNR se presenta con el binomio Paz Estenssoro-Siles Zuazo y consigue 54 129 votos contra los 40 381 de la siguiente agrupación. Es la primera vez que los nacionalistas triunfan electoralmente. Lo han conseguido aunque Paz Estenssoro no fue autorizado a regresar a Bolivia, con lo cual la campaña es impulsada por Siles y gran parte del triunfo es de su autoría.     
El triunfo del MNR en el contexto del voto censitario (no universal) fue una sorpresa. A fin de evitar la toma de poder por el nacionalismo, el presidente de entonces, Mamerto Urriolagoitia, entregó el poder a las Fuerzas Armadas, desconociendo de ese modo el escrutinio final con el argumento de que existía una conspiración para transformar el país en un Estado comunista.

## La Revolución de 1952
Ante ese escamoteo del triunfo electoral, el MNR organizó la Revolución de 1952. El conductor de la misma también fue Siles Zuazo, quien asumió la presidencia interinamente después de la Revolución de 1952 a nombre de Paz Estenssoro, aún en el exilio en Buenos Aires. Siles le entregó la banda presidencial respetando así el resultado de las elecciones presidenciales de 1951.  
Luego de la Revolución, los nacionalistas gobernaron alternadamente, mediante elecciones democráticas y universales. Siles fue el primer presidente electo bajo este sistema en 1956, durante el periodo de hegemonía del MNR.

## Su primer gobierno (1956-1960)

Hernán Zuazo en 1956

Durante su primer gobierno (1956-1960) se enfrentó a una crisis económica producida en parte por los desajustes generados por la revolución. El 20 de noviembre de 1956 dictó el llamado Plan Eder a fin de combatir la inflación y recortar el déficit. Los primeros en resistir el plan fueron los trabajadores mineros quienes en 1957 se declararon en huelga. Seguidor de Gandhi, Siles tomó la decisión de iniciar una huelga de hambre como forma de persuadir a los obreros para que suspendieran sus acciones. A partir de entonces delineó con claridad su filosofía política que su biógrafo, Alberto Crespo, recupera en la siguiente cita del entonces Presidente huelguista: «Soy un jefe de Estado que no recurría jamás a la violencia para sostenerse. No puedo apoyarme en otras fuerzas que las que el pueblo me ha otorgado y a las que he servido toda mi vida». Los trabajadores aceptan el pedido de Siles, aunque seguirán sosteniendo sus críticas, provenientes del ala izquierda del MNR, que consideraba que el presidente traicionaba los principios revolucionarios. 
En 1958, Siles enfrentó una sublevación organizada por sectores cívicos de la ciudad de Santa Cruz. La reacción oficial derivó en el episodio conocido como la masacre de Terebinto, en la que murieron cuatro miembros de una familia dentro de un fundo agrícola. El incidente y la dura represión le hicieron acreedor del repudio de los sectores más beligerantes del oriente de Bolivia. El 19 de abril de 1959 se produjo el suicidio de Óscar Unzaga de la Vega, principal líder de Falange Socialista Boliviana (FSB), principal partido de oposición al MNR. La muerte se produjo en medio de un alzamiento general de FSB orientado a derrocar al gobierno. Una comisión investigadora de la Organización de Estados Americanos (OEA) fue enviada para recopilar datos sobre el fallecimiento. Los tres enviados determinaron que se trató de un suicidio. 
El 5 de mayo de 1960, se organizan elecciones generales. El MNR, ya dividido por la dimisión de Walter Guevara, triunfa al mando de Paz Estenssoro quien jura por segunda vez a la Presidencia. Siles en nombrado embajador de Bolivia en Uruguay. 
La decisión de Paz Estenssoro de aspirar por tercera vez a la Presidencia en 1964 detona las pugnas internas dentro del MNR. Siles renuncia en ese momento a la embajada de Bolivia en España y regresa a Bolivia con la intención de reconciliar a los diferentes sectores del partido. No lo consigue. Una vez reelecto, Paz Estenssoro decide enviarlo al exilio. La ruptura entre los dos líderes del MNR se haría permanente a partir de ese momento. 
El MNR fue derrocado en 1964 tras un golpe militar que dejó de presidente a René Barrientos. Desde entonces Siles Zuazo viviría un largo exilio de 14 años vividos sobre todo en Uruguay, donde se rodeó de muchos amigos y donde culminaría su vida tras cumplir los 83 años de edad.  El ascenso de la dictadura en ese país lo impulsaría en 1971 a huir hacia Chile, país del que también tendría que salir tras el golpe de Pinochet.

## Elecciones y golpes
En 1977, cuando Siles vivía su exilio en Caracas, aceptó suscribir una alianza con un nuevo partido político integrado por jóvenes activistas e intelectuales. Ese partido era el Movimiento de la Izquierda Revolucionaria (MIR). Nacía así el frente de Unidad Democrática y Popular (UDP). A ambos se sumaría más adelante el Partido Comunista (PCB), de fuerte presencia obrera. La UDP iba a ganar las elecciones de 1978, 1979 y 1980. 
El 24 de noviembre de 1978, el general David Padilla, perteneciente al sector institucionalista del ejército boliviano, derrocó al General Juan Pereda Asbún con el fin de establecer un gobierno democrático y procedió a convocar elecciones para julio de 1979. Allí, con más de medio millón de votos, triunfó Siles con la UDP, coalición de los partidos: MNR-I, de Hernán Siles Zuazo; el MIR, de Jaime Paz Zamora y el PCB, de Jorge Kolle Cueto, Oscar Salas Moya y Simón Reyes Rivera. El resultado fue inaceptable para las dictaduras del Cono Sur y los Estados Unidos, articuladas regionalmente por entonces a través del Plan Cóndor. Al no alcanzar Siles el 51% de los votos, la Constitución establecía que el Congreso debía definir la elección del Presidente. Dado que ningún partido obtuvo los suficientes votos en el Congreso, como solución temporal este designó al Presidente del Senado, Walter Guevara Arce, para hacerse cargo interinamente de la Presidencia de la República por un año, hasta las elecciones de 1980.

### Golpe de Natusch
El 1 de noviembre de 1979, el general Alberto Natusch Busch derrocó al gobierno democrático de Guevara Arce mediante un sangriento golpe de Estado. Como reacción se produjo un levantamiento popular encabezado por la Central Obrera Boliviana (COB) que generó a su vez una violenta represión generalizada, que derivó en la Masacre de Todos Santos, en la que murieron más de 100 personas y desaparecieron 30. Dieciséis días después, la resistencia popular obligó a Natusch Busch a devolver el poder al Congreso que eligió a la presidenta de la Cámara de Diputados, Lidia Gueiler, como Presidente interina de la República, hasta las elecciones del 29 de junio del año siguiente.

### Atentado
Una semana antes de las elecciones presidenciales de 1980 se realizó el atentado terrorista de derecha que hizo estallar en el aire el avión en el que debió estar el candidato Siles Zuazo (UDP), quien salvó milagrosamente su vida. Dicho ataque, ocurrido el 21 de junio de 1980 fue realizado contra una avioneta en la que viajaban varios líderes de la Unidad Democrática y Popular (UDP) en campaña electoral. La avioneta pertenecía a una compañía de taxis aéreos de propiedad del militar Luis Arce Gómez, quien habría de asumir el Ministerio del Interior tras el golpe de Estado organizado un mes después y se encontraba directamente a cargo de las actividades clandestinas de represión e inteligencia. Contra lo esperado por los sectores golpistas, el ataque incrementó la popularidad de Siles, que en las  elecciones del 26 de junio de 1980 obtuvo el 30 % de los votos, convirtiéndose en el aspirante presidencial con más opciones para suceder a Lidia Gueiler.

### Golpe de García Meza
El 17 de julio de 1980 un grupo de militares estrechamente ligados al narcotráfico, liderados por Luis García Meza y su lugarteniente Luis Arce Gómez con apoyo activo de la dictadura militar argentina, produjeron un nuevo sangriento golpe de Estado, derrocando al gobierno democrático de Lidia Gueiler e impidiendo la asunción de Hernán Siles Zuazo.
La represión y la corrupción no pudieron evitar las luchas internas entre diferentes facciones militares. Estas luchas llevaron a que el 4 de agosto de 1981 García Meza renunciara para ceder el poder al General Celso Torrelio Villa, que no demostró intención alguna en volver a un sistema democrático. En julio de 1982 el sector militar que respondía a García Meza volvió a intentar un golpe de Estado fallido, que provocó la caída de Torrelio Villa y su reemplazo por el general Guido Vildoso Calderón, con el mandato de comenzar a organizar la transición hacia un régimen democrático. Los tiempos se aceleraron cuando el 17 de septiembre de 1982, una huelga general convocada por la COB puso al país al borde de la guerra civil. La dictadura militar colapsó y el poder le fue entregado a un Congreso Nacional conformado según la composición de 1980, que decidió considerar válidas las elecciones de 1980 y designar en consecuencia a Hernán Siles Zuazo como Presidente.

## Retorno a la Democracia: Gobierno de la UDP

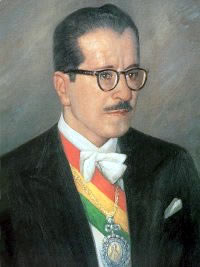
Retrato de Siles Zuazo

Siles Zuazo fue elegido presidente el 10 de octubre de 1982, con lo que se reconoció su triunfo en las elecciones de 1980 al mando de la UDP. Al asumir la presidencia, la frágil democracia boliviana se encontraba frente a una muy difícil situación social, económica y política. Económicamente, Bolivia estaba quebrada, América Latina se encontraba en su década perdida. Bolivia sufrió una hiperinflación (27 000 %) que destruyó el poder adquisitivo de los asalariados, llevando al país a la anarquía. Esa situación se debió a 18 años de sucesivos gobiernos de golpes militares de Estado en Bolivia (1964-1982). 
Siles no tuvo respuestas económicas. La fijación de precios fracasó ante las presiones de la COB, los empresarios privados y los partidos políticos opositores a la UDP con mayoría en el Congreso. Finalmente Siles acortó en un año su mandato llamando a nuevas elecciones el 6 de agosto de 1985, para evitar una guerra civil y preservar la democracia en Bolivia. Simultáneamente, América Latina sufría sus propias crisis económicas y sociales bajo diferentes dictaduras militares que derivaron en el Plan Cóndor.  
Lo más destacable de su gobierno fue que logró preservar la democracia, colocando a Bolivia (1982) como mascarón de proa de la recuperación democrática del Cono Sur, seguida de Argentina (1983), Uruguay (1985), Brasil (1985), Paraguay (1989) y Chile (1990). Durante su gobierno, fue deportado a Francia el criminal de guerra Klaus Barbie, más conocido como "el carnicero de Lyon", quien se había refugiado en Bolivia desde el final de la Segunda Guerra Mundial.

## Secuestro
El 30 de junio de 1984, Siles es secuestrado en la madrugada por un grupo de policías. En lo que parece haber sido un intento de golpe de Estado, los captores del Presidente lo mantienen atado en una casa de la zona de Miraflores en la ciudad de La Paz. En la búsqueda, a cargo del ejército, finalmente se consigue dar con el inmueble que ocupan los secuestradores. Tras una negociación en la que Siles ofrece garantías para sus captores, el caso se soluciona: «Salgan conmigo, no les pasará nada», habría dicho según su biografía. Un vehículo lleva al Presidente y a los secuestradores a la embajada de Argentina, donde ellos son recibidos como asilados a pedido del cautivo. En la plaza Murillo una multitud espera al Presidente liberado. Cuando se le pregunta por qué dejó huir a los golpistas, Siles dice: «Cuando se es fuerte, hay que ser generoso. Los culpables son las fuerzas de la derecha y otras que originaron la intentona» (El Hombre de Abril, Alfonso Crespo). 
Desde un comienzo, el gobierno muestra su debilidad como resultado de los desacuerdos entre los partidos que integraban la coalición.  Sin apoyo congresal, con una oposición cada vez más fuerte y sobre todo por el abandono que hace del gobierno el vicepresidente Paz Zamora y su partido, el MIR, la UDP (Unidad Democrática y Popular) llega a su fin. Hernán Siles Zuazo acorta su mandato presidencial y convoca de inmediato a nuevas elecciones.

## Acortamiento de mandato
Ante la imposibilidad de dar solución a la crisis económica y al empantanamiento político, el presidente Siles optó por la huelga de hambre, pero como ésta no viabilizó la solución de los problemas fundamentales, la Iglesia Católica medió para la suspensión de la actitud presidencial abriendo un nuevo camino: la negociación del gobierno con todos los partidos políticos con representación parlamentaria. En esa oportunidad, se llegó a un acuerdo, cuyos puntos básicos eran el acortamiento del período presidencial en un año y la convocatoria a elecciones generales para mediados de 1985. 
Cansado y decepcionado, Hernán Siles Zuazo se retira de la política en 1985. Se radica en el Uruguay, país en el que tenía una hija casada con un ciudadano uruguayo. Murió a los 83 años, un 6 de agosto de 1996.
"La revolución que no establece el orden perece en el desorden". Hernán Siles Zuazo".
Sus restos mortales fueron repatriados a La Paz en 1996.